# Calyptranthes anceps
Calyptranthes anceps är en myrtenväxtart som beskrevs av Otto Karl Berg. Calyptranthes anceps ingår i släktet Calyptranthes och familjen myrtenväxter. Inga underarter finns listade i Catalogue of Life.